# Gregg Allman

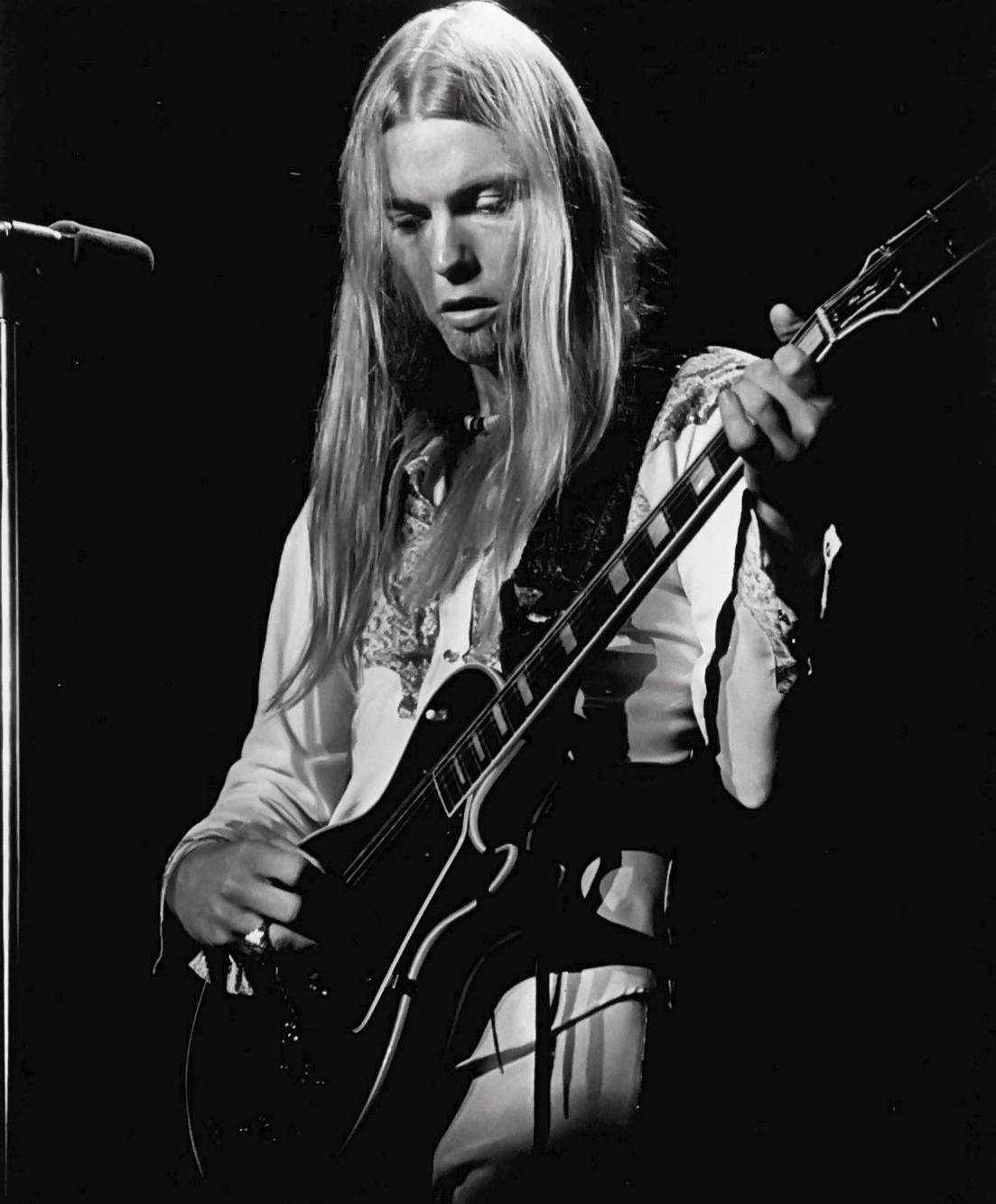
Gregg Allman 1975.

Gregory Lenoir "Gregg" Allman, född 8 december 1947 i Nashville, Tennessee, död 27 maj 2017 i Richmond Hill, Georgia, var en amerikansk rock- och bluessångare, keyboardist, gitarrist och låtskrivare som är mest känd som en medlem av The Allman Brothers Band.
Han bildade The Allman Brothers Band 1969 tillsammans med sin bror Duane Allman på gitarr, den andra gitarristen Dickey Betts, basisten Barry Oakley och trummisarna Butch Trucks och Jai Johanny "Jaimoe" Johanson. Efter att Duane dog i en motorcykelolycka 1971 spelade Gregg i både The Allman Brothers Band och som soloartist. Hans första soloalbum var Laid Back från 1973. Sin största solohit fick han 1987 med "I'm No Angel", som tog sig till fyrtionionde plats på Billboard Hot 100 och första plats på Hot Mainstream Rock Tracks.
Gregg Allman avled 27 maj 2017 i sitt hem i Richmond Hill, Georgia, till följd av komplikationer i samband med levercancer.

## Diskografi
Studioalbum
- 1973 – Laid Back
- 1977 – Playin' Up a Storm
- 1977 – Two the Hard Way (med Cher, som Allman and Woman)
- 1986 – I'm No Angel
- 1988 – Just Before the Bullets Fly
- 1997 – Searching for Simplicity
- 2011 – Low Country Blues
- 2017 – Southern Blood

Livealbum
- 1974 – The Gregg Allman Tour
- 2015 – Gregg Allman Live: Back to Macon, GA

Samlingsalbum
- 1997 – One More Try: An Anthology
- 2002 – 20th Century Masters: The Millennium Collection
- 2002 – No Stranger to the Dark: The Best of Gregg Allman
- 2009 – The Solo Years 1973-1997: One More Silver Dollar